# 리자 바르블랭
리자 바르블랭(프랑스어: Lisa Barbelin, 2000년 4월 10일~)은 프랑스의 양궁 선수이다. 2020년 하계 올림픽과 2024년 하계 올림픽에 프랑스 국가대표로 참가했으며, 2024년 양궁 여자 개인전에서 동메달을 획득하였다. 또한 세계 양궁 선수권 대회 단체전 은메달(2021)과 동메달(2023)을 획득했다. 

## 경력
2000년 모젤주 레이에서 태어났으며 9세 때 양궁을 시작했다. 프랑스 유소년 국가대표를 거쳤으며 2019년 프랑스 양궁 국가대표로 발탁되었다.
2021년 5월 튀르키예 안탈리아에서 열린 2021년 유럽 선수권 대회 개인전에서 벨라루스의 카리나 조민스카야를 꺾고 우승을 차지했다. 같은 해 9월에는 미국 양크턴에서 열린 2021년 세계 선수권 대회에서 단체전 동메달을 획득했다.
2022년 1월 13일 파리에서 열린 프랑스 국내 실내 양궁 대회에서 593점을 기록하면서 2009년 베랑제르 슈(592점)가 세운 프랑스 실내 양궁 기록을 경신했다. 같은 해 2월에는 슬로베니아 라슈코에서 열린 2022년 유럽 실내 선수권 대회에 참가하여 이탈리아의 바네사 란디를 꺾으며 개인전 우승을 차지했다.
2023년 6월에는 폴란드 크라쿠프에서 열린 2023년 유러피언 게임에 참가했다. 개인전에서는 17위에 올랐으며 오드리 아디솜, 카롤린 로페즈와 함께 참가한 단체전에서는 영국팀의 뒤를 이어 은메달을 획득했다. 같은 해 8월에는 독일 베를린에서 열린 2023년 세계 선수권 대회에 참가하여 아디솜과 로페즈와 함께 은메달을 획득했다.
2024년 7월에는 파리에서 열린 2024년 하계 올림픽에 참가했으며 자신의 2번째 올림픽 출전이 되었다. 그녀는 개인전, 단체전, 혼성전 3개 종목에 출전했으며 단체전에서 첫 상대인 네덜란드팀에게 패하여 탈락했다. 또한 바티스트 아디스와 출전한 혼성전에서도 첫 상대인 이탈리아에게 패하여 탈락했다. 마지막으로 출전한 여자 개인전에서는 네덜란드의 가브리엘라 슬루서르, 중국의 양샤오레이, 브라질의 아나 루이자 카에타누를 차례로 꺾고 준결승에 진출했으며 준결승에서 대한민국의 남수현에게 패하여 결승 진출에 실패했다. 동메달 결정전에서 대한민국의 전훈영을 꺾으며 임시현과 남수현의 뒤를 이어 동메달을 획득했다.

## 학력
- 파리 소르본 대학교 화학과